# جوسوا تالاکولو
جوسوا تالاکولو (انگلیسی: Joseva Talacolo؛ زادهٔ ۱ آوریل ۱۹۹۷) بازیکن راگبی ۷ نفره اهل فیجی است.
وی در مسابقات کشوری و بین‌المللی در مجموع برندهٔ ۱ مدال نقره شده است.